# بخش نوژان-سور-سن
بخش نوژان-سور-سن (به فرانسوی: Arrondissement de Nogent-sur-Seine) یک بخش در فرانسه است که در اوب واقع شده‌است.